# Manfred Kokot
Manfred Kokot, född 3 januari 1948 i Templin i Brandenburg, var en östtysk friidrottare som vann OS-brons på 4 × 100 meter i Montréal 1976. I silverlaget sprang även Jörg Pfeifer, Klaus-Dieter Kurrat och Alexander Thieme. Vid OS i München fyra år tidigare hade Kokot deltagit i det östtyska stafettlag som tog femteplatsen.
Kokot satte 1971 europeisk rekord på 100 meter med tiden 10,0 sekunder. 1973 satte han världsrekord på 50 meter inomhus med tiden 5,61 sekunder, ett resultat som tangerades av britten Jason Gardener år 2000 och fortfarande (2008) gäller som europarekord.
Kokot tränades av Wolfgang Müller i klubben SC Leipzig.